# Acrasiella curvillinea
Acrasiella curvillinea är en fjärilsart som beskrevs av Swinhoe 1907. Acrasiella curvillinea ingår i släktet Acrasiella och familjen tandspinnare. Inga underarter finns listade i Catalogue of Life.